# Baila Conmigo
«Baila Conmigo» (с исп. — «Потанцуй со мной») — песня, записанная американской певицей Селеной Гомес и пуэрто-риканским певцом Рау Алехандро. Композиция была выпущена 29 января 2021 года на лейбле Interscope Records в качестве второго сингла из дебютного мини-альбома Гомес Revelación (2021). Это второй испаноязычный сингл Гомес, первым из которых стал «De Una Vez», выпущенный двумя неделями ранее. Сингл «Baila Conmigo» вошёл в десятку лучших в чартах Hot Latin Songs Аргентины, Испании, Мексики и США.

## Предыстория
В декабре 2020 года Гомес заявила, что у неё «готовится целый маленький сосуд хороших вещей», и Billboard указал, что это «может включать испаноязычный проект». В Мексике были замечены различные фрески с названиями песен «De Una Vez» и «Baila Conmigo», что вызвало слухи среди фанатов и основных СМИ о том, что Гомес скоро выпустит латиноамериканскую музыку.
14 января 2021 года, Гомес выпустила «De Una Vez» в качестве ведущего сингла из своего будущего испаноязычного проекта. В конце видеоклипа были видны слова «Baila Conmigo», которые, как было отмечено, являются ключом к следующему синглу. 26 января Гомес объявила, что песня «Baila Conmigo» выйдет 29 января. В пресс-релизе Гомес сказала, что с данной песней она «хочет, чтобы все танцевали».

## Композиция
«Baila Conmigo» — это медленная духовая песня в стиле реггетон с бодрыми барабанными ритмами в среднем темпе. В песне Гомес и Алехандро обмениваются знойными текстами о танце и желаниях, несмотря на языковой барьер между ними.
«Мне было очень интересно работать над этой песней с Селеной, поскольку в ней аутентичный звук реггетона сочетается с такими элементами, как щипковая электрогитара, в которой больше поп-музыки», — Tainy о продюсировании «Baila Conmigo», Pitchfork

## Список композиций
Слова и музыка всех песен — написаны Абнером Кордеро Бориа, Кристофером Карбальо Рамосом, Альберто Карлос Мелендесом, Марко Масисом, Еленой Роуз, Эдгаром Баррера, Селеной Гомес, Алехандро Борреро, Иванни Родригесом, Раулем Алехандро и Хорхе А. Диасом.
| №                   | Название                          | Длительность |
| ------------------- | --------------------------------- | ------------ |
| 1.                  | «Baila Conmigo» (с Рау Алехандро) | 3:07         |
| Общая длительность: | Общая длительность:               | 3:07         |

## Музыкальное видео
Премьера видеоклипа на «Baila Conmigo» состоялась одновременно с релизом трека 29 января 2021 года, его снял бразильский режиссёр Фернандо Ногари. На видео женщина сидящая в одиночестве и смотрит, как Алехандро и Гомес танцуют и выступают под песню. Это вдохновляет женщину отправиться на пляж, где она танцует под песню. Гомес появляется в видео только «несколько раз». Видео было снято между Лос-Анджелесом, Майами и отдаленной рыбацкой деревней в Бразилии. О видео и его значении в связи с пандемией COVID-19, Гомес сказала: «Видео показывает чувство изоляции, которое мы все испытываем прямо сейчас, и то, как музыка действительно объединяет всех нас, независимо от того, где мы находимся».

## Критический приём
Billboard назвал песню «соблазнительной и заразительной». Лукас Вилья, в письме для We Are Mitú, описал химию в треке между Алехандро и Гомес, как «осязаемую» и назвал их «командой мечты, в которой мы не знали, что она нам нужна». Кэролайн Тверски из Seventeen написала, что трек «опредёленно заставит вас танцевать».

## Чарты

### Еженедельные чарты
| Чарт (2021)                           | Высшая позиция |
| ------------------------------------- | -------------- |
| Аргентина (Argentina Hot 100)         | 8              |
| Аргентина (Monitor Latino)            | 5              |
| Австрия (Ö3 Austria Top 40)           | 55             |
| Бельгия (Ultratip Flanders)           | 47             |
| Боливия (Monitor Latino)              | 1              |
| Канада (Canadian Hot 100)             | 68             |
| Чили Urbano (Monitor Latino)          | 13             |
| Колумбия (National-Report)            | 39             |
| Коста-Рика (Monitor Latino)           | 5              |
| Хорватия (HRT)                        | 80             |
| Эквадор (Monitor Latino)              | 9              |
| Сальвадор (Monitor Latino)            | 8              |
| Франция (SNEP)                        | 187            |
| Германия (Official German Charts)     | 86             |
| Global 200 (Billboard)                | 22             |
| Греция (IFPI)                         | 36             |
| Гватемала (Monitor Latino)            | 14             |
| Гондурас (Monitor Latino)             | 13             |
| Ирландия (IRMA)                       | 62             |
| Latin America (Monitor Latino)        | 10             |
| Литва (AGATA)                         | 32             |
| Мексика Streaming (AMPROFON)          | 9              |
| Нидерланды (Single Tip)               | 12             |
| Новая Зеландия Hot Singles (RMNZ)     | 4              |
| Никарагуа (Monitor Latino)            | 16             |
| Панама (Monitor Latino)               | 17             |
| Парагвай (Monitor Latino)             | 3              |
| Перу Urbano (Monitor Latino)          | 11             |
| Португалия (AFP)                      | 52             |
| Румыния (Airplay 100)                 | 25             |
| Словакия (Singles Digitál Top 100)    | 67             |
| Испания (PROMUSICAE)                  | 7              |
| Швеция Heatseeker (Sverigetopplistan) | 12             |
| Швейцария (Schweizer Hitparade)       | 28             |
| Уругвай (Monitor Latino)              | 15             |
| США Billboard Hot 100                 | 74             |
| США Hot Latin Songs (Billboard)       | 4              |
| США Latin Airplay (Billboard)         | 1              |
| США Latin Pop Airplay (Billboard)     | 1              |
| США Latin Rhythm Airplay (Billboard)  | 1              |
| Венесуэла (Monitor Latino)            | 15             |
| Венесуэла (Record Report)             | 34             |

### Ежемесячные чарты
| Чарт (2021)    | Высшая позиция |
| -------------- | -------------- |
| Парагвай (SGP) | 1              |

### Годовые чарты
| Чарт (2021)                     | Высшая позиция |
| ------------------------------- | -------------- |
| США Hot Latin Songs (Billboard) | 19             |
| Испания (PROMUSICAE)            | 44             |
| Global 200 (Billboard)          | 178            |

## История релиза
| Регион    | Дата           | Формат                     | Лейбл      | Ис.    |
| --------- | -------------- | -------------------------- | ---------- | ------ |
| Мир       | 29 января 2021 | Цифровая загрузка стриминг | Interscope | [ 2 ]  |
| Австралия | 29 января 2021 | Contemporary hit radio     | Universal  | [ 60 ] |
| Италия    | 5 февраля 2021 | Contemporary hit radio     | Universal  | [ 61 ] |

## Сертификации
| Регион                                                                      | Сертификация  | Продажи |
| --------------------------------------------------------------------------- | ------------- | ------- |
| Польша (ZPAV)                                                               | Золотой       | 25 000  |
| Испания (PROMUSICAE)                                                        | 2× Платиновый | 80 000  |
| Данные о продажах + прослушиваниях приведены только на основе сертификации. |               |         |

## Награды и номинации
| Год  | Организация                            | Номинация                      | Результат | Ис.    |
| ---- | -------------------------------------- | ------------------------------ | --------- | ------ |
| 2021 | MTV Millennial Awards                  | Music-Ship of the Year         | Победа    | [ 64 ] |
| 2021 | Nickelodeon Mexico Kids' Choice Awards | Global Hit                     | Номинация | [ 65 ] |
| 2021 | UK Music Video Awards                  | Best Pop Video — International | Номинация | [ 66 ] |